# Wendigo
Wendigo (Weendigo, Wetikoo, Wiitigo, Witiko) är en mytisk varelse som förekommer i bl.a. Algonkinernas mytologi. Namnet betyder ungefär "den som lever ensam". Varelsen är en våldsam och kannibalistisk ande eller demon som kan ta över en människa när den människan har ätit människokött. Många tror att det fortfarande finns en del av människans själ i varelsen, men att demonen är den dominanta av dem.
Wendigo har gett upphov till namnet för den psykiska sjukdomen Wendigo-psykosen, vilket innebär att en människa tror sig vara besatt av Wendigo och därför känner ett starkt behov av att äta människokött och blir kannibal.

## Wendigo i mytologin
Wendigon tillhör de amerikanska ursprungsbefolkningarnas folktro. Bortsett från skillnaderna så framhåller samtliga kulturer Wendigo som en våldsam, kannibalistisk och övernaturlig varelse. En del kulturer anser att det inte bara finns en, utan flera Wendigos, och att de kan dyka upp samtidigt på flera olika platser runtom i världen.
Wendigo förknippas ofta med vinter, kyla och hungersnöd. Wendigo tros bo i de norra skogarna i USA och Kanada, där den ger sig på människor som gått vilse i skogen.

## Utseende
Amerikanska ursprungsbefolkningar beskriver ofta Wendigons storlek som obegripligt kolossal och med ett hjärta av is. Den saknar läppar, vilket ibland förklaras med att hungern varit så omfattande att varelsen ätit upp dem. Kroppen är antropomorfisk men vanskapt, samt bär på vissa icke-mänskliga drag.

## Mänskliga Wendigos
Inom många kulturer antas människor som utövar kannibalism att förvandlas till Wendigos. Och om man inte blir en Wendigo av att äta människokött, så kan man bli besatt av en ande som tillhör en Wendigo, ofta i en dröm.
Algonkinerna anser att kannibalism, även för att rädda en annans liv, är ett väldigt allvarligt tabu. Det enda sättet att hantera hungersnöd på är enligt Algonkinerna att begå självmord eller att svälta ihjäl.

## I populärkulturen
Varelsen förekommer ofta i populärkulturen, särskilt inom skräck- och fantasygenren. Ofta rör det sig istället om kopior av Wendigo. Wendigos förekommer i flera serier från Marvel Comics. Författaren Stephen King använde Wendigo som inspiration för böckerna Jurtjyrkogården och Flickan som älskade Tom Gordon. Wendigo Comics är ett serieförlag som hämtat namnet från demonen. Monstret syns även i Sam Raimis film The Evil Dead, filmen Wendigo från 2001, filmen Antlers från 2021 och i skräckserien Supernatural (avsnitt 2, säsong 1) där huvudpersonerna jagar en Wendigo som fört bort vandrare under ett sekel. I filmen The Lone Ranger från 2013 tror Tonto först Cavendish vara en wendigo. I spelet Until Dawn till konsolen Playstation 4 förekommer Wendigos, som jagar figurerna i spelet.